# Comuna Horbaci, Bobrovîțea
Horbaci (în ucraineană Горбачі) este o comună în raionul Bobrovîțea, regiunea Cernihiv, Ucraina, formată din satele Horbaci (reședința) și Zelene.

## Demografie
Componența lingvistică a comunei Horbaci
     Ucraineană (98,92%)
     Alte limbi (1,08%)
Conform recensământului din 2001, majoritatea populației comunei Horbaci era vorbitoare de ucraineană (98,92%), existând în minoritate și vorbitori de alte limbi.